# Nazionale femminile di calcio della Georgia
La nazionale di calcio femminile della Georgia è la selezione di calcio femminile che rappresenta la Georgia in ambito internazionale.
Gestita dalla federazione calcistica della Georgia, è al 123º posto del ranking FIFA.
Prende parte al campionato mondiale, europeo, al torneo calcistico olimpico e, fuori dall'ambito FIFA/UEFA/CIO, a tornei a invito come l'Algarve Cup o la Cyprus Cup.

## Partecipazione ai tornei internazionali
Legenda: Grassetto: Risultato migliore, Corsivo: Mancate partecipazioni